# Trichrous prasinus
Trichrous prasinus là một loài bọ cánh cứng trong họ Cerambycidae.